# Barend Wijnveld
Barend Wijnveld jr. (Amsterdam, 13 augustus 1820 – Haarlem, 18 februari 1902) was een Nederlands schilder.
Wijnveld werd als schilder opgeleid aan de Koninklijke Akademie in Amsterdam. Hij werd er hulponderwijzer (1860) en directeur van de schilderschool (1862). Van 1870 tot 1891 was hij hoogleraar aan de Rijksakademie van beeldende kunsten. Hij schilderde naast historische stukken ook stadsgezichten, portretten en genrestukken. Wijnveld was onder meer leraar van Floris Arntzenius, Johan Braakensiek, Carl August Breitenstein, Nicolaas van der Waay en Anna Wolterbeek.
Wijnveld werd als hoogleraar bij de Rijksakademie opgevolgd door zijn leerling Nicolaas van der Waay.

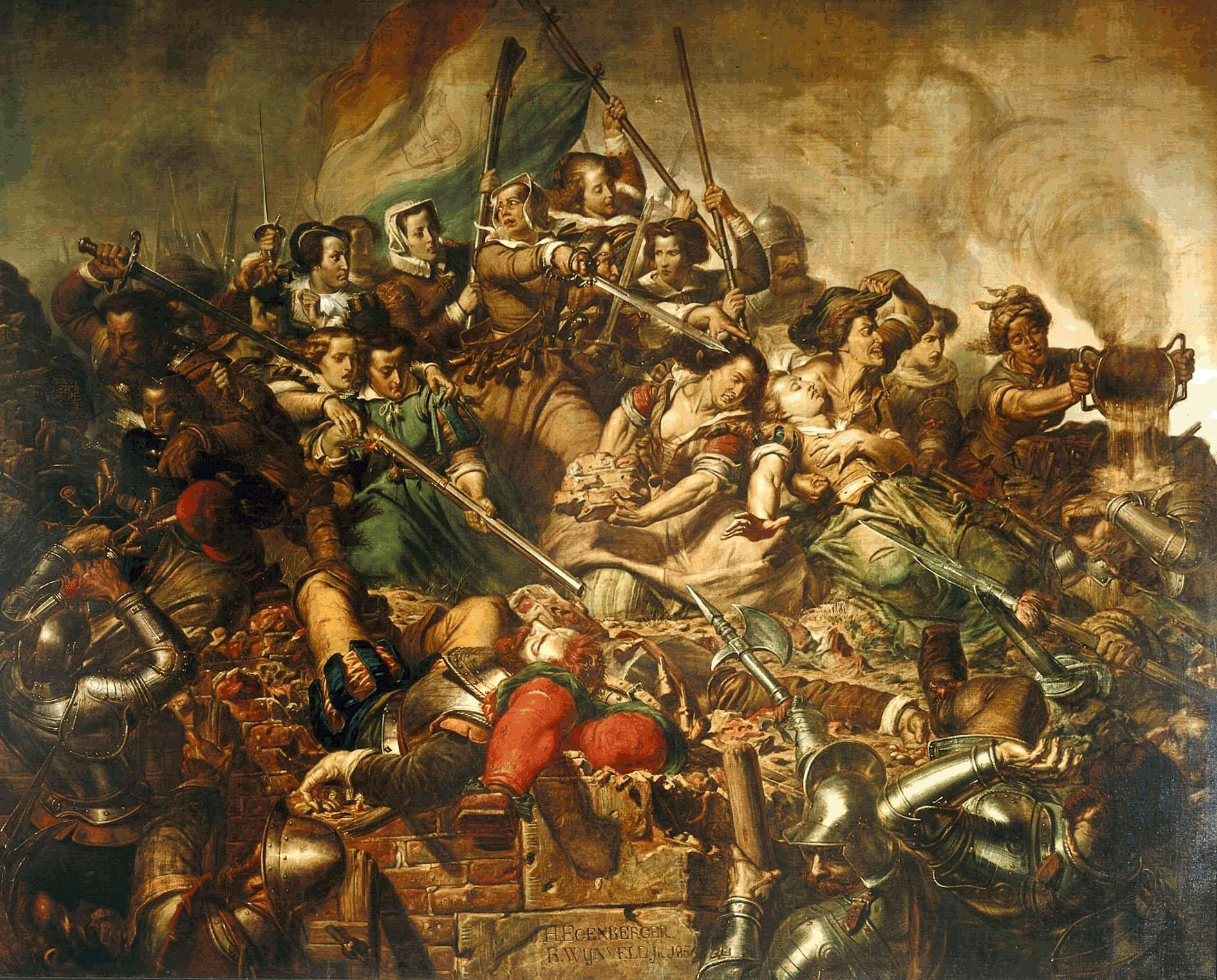
Kenau Hasselaar op de wallen van Haarlem (geschilderd samen met Johannes Hinderikus Egenberger), 1854, Frans Halsmuseum
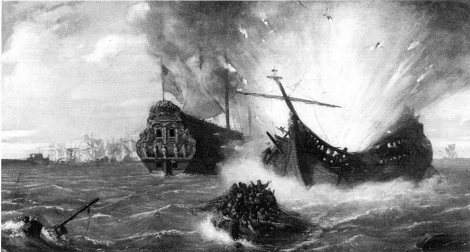
De slag bij Tobago in 1677
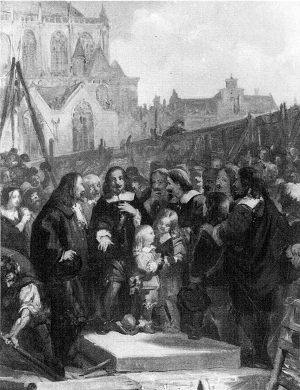
De eerstesteenlegging van het Amsterdamse stadhuis in 1648 door Jacob de Graeff, Gerbrand Pancras, Sybrant Valckenier en Pieter Schaep.

## De serie historische werken van Wijnveld
- Claudius Civilis spoort de Batavieren tot opstand aan (70)
- Brinio als leider der Kaninefaten op het schild geheven (70)
- De hertog van Lotharingen wordt door Dirk III van Holland bij Dordrecht verslagen (1018)
- Bernulf wordt tot bisschop van Utrecht aangesteld (1039)
- Graaf Dirk IV van Holland wordt door een pijl gedood (1049)
- Een overstroming in Friesland (1287)
- Willem van Oostervant en het doorgesneden tafellaken (1395)
- Willem van Arkel sneuvelt (1417)
- Hertog Arnoud van Gelre wordt door zijn zoon Adolf gevangengenomen (1465)
- De kloekheid van Karel de Stoute te Middelburg (1468)
- Arnoud en Adolf van Gelre bepleiten hun zaak voor Karel de Stoute (1471)
- Reinoud van Brederode verdedigt zijn recht als ridder van het Gulden Vlies (1472)
- Karel de Stoute sneuvelt bij Nancy (1477)
- Het Kaas- en Broodvolk te Haarlem (1492)
- Wassenaer wordt in een ijzeren kooi tentoongesteld (1512)
- De verrassing van Arnhem (1513)
- De slag bij Heiligerlee (1568)
- Viglius weerstaat Alva 's dwingelandij (1571)
- De slag op de Zuiderzee (1573)
- Oranje ziet hoe de vloot van d' Avila het tij laat verlopen (1574)
- De slag op de Mookerheide (1574)
- De Pacificatie van Gent (1576)
- De moord op Willem van Oranje (1584)
- Het dappere optreden van Paulus Bax als bevelhebber van Bergen op Zoom (1596)
- De overwintering op Nova Zembla (1596)
- De stichting van Batavia (1619)
- Frederik Hendrik bezoekt graaf Jan van Nassau in diens gevangenis te Wezel (1630)
- De overwinning op het Slaak (1631)
- De inwijding van het Athenaeum te Amsterdam (1632)
- De inneming van Hulst (1645)
- Frederik Hendrik voelt zijn einde naderen en neemt afscheid van de Staten (1647)
- De vrede van Munster (1648)
- De eerstesteenlegging van het Amsterdamse stadhuis (1648)
- De Grote Vergadering te 's-Gravenhage (1651)
- De heldhaftige verdediging van Aardenburg (1672)
- Het volk van Dordrecht juicht Willem III toe (1672)
- Roemer Vlacq laat zich in de baai van Tobago in de lucht vliegen (1677)
- Menno van Coehoorn leidt Vauban rond door de vestingwerken van Namen (1692)
- Het Aansprekersoproer te Amsterdam (1696)
- Tsaar Peter de Grote in Holland (1696)
- De vrede van Rijswijk (1697)
- De val van Bergen op Zoom (1747)
- Plundering van de huizen der belastingpachters (1748)
- Burgemeester Dedel wordt in triomf naar huis gebracht (1787)
- Prins Frederik wordt in de Slag bij Wervik gewond (1793)
- De erfprins van Oranje behaalt de overwinning bij Fleurus (1794)
- Het vertrek van prins Willem V te Scheveningen (1795)
- Het behoud van Decima (1813)
- De omwenteling te Amsterdam (1813)
- De terugkeer van de prins van Oranje te Scheveningen (1813)
- De overwinning bij Palembang (1821)
- De prins van Oranje ontsnapt aan de woede van het Brusselse volk (1830)
- De zelfopoffering van Van Speyk (1831)
- De troonsafstand van Willem I (1840)
- Schaatsenrijders wijzen koning Willem III de weg tijdens de watersnood in de Bommelerwaard (1861)

(Uit: Helden van het vaderland. Onze geschiedenis in 19de-eeuwse taferelen verbeeld. De historische galerĳ van Jacob de Vos Jacobszoon 1850-1863. Redactie Dedalo Carasso)
- Biografisch Portaal: 53165117
- International Standard Name Identifier: 0000 0000 6833 2563
- Nederlandse Thesaurus van Auteursnamen: 303387033
- RKD-Nederlands Instituut voor Kunstgeschiedenis: 84416
- Union List of Artist Names: 500062378
- Virtual International Authority File: 96105087